# Pustynia Ryczowska
Pustynia Ryczowska – całkowicie zarośnięty obszar lotnych piasków (ok. 1 km²), położony w miejscowości Ryczów w województwie śląskim, w powiecie zawierciańskim, w gminie Ogrodzieniec. Po wojnie piaski sięgały do miejsca, gdzie dziś stoi pomnik. W latach 30. XX w. wraz z pobliskimi ośrodkami krajobrazowymi tworzyła Wielką Pustynię Błędowską.